# Daniel B. Szyld
Daniel B. Szyld (Buenos Aires, 1955) es un matemático argentino-estadounidense.

## Biografía
Fue admitido sin título universitario en la escuela de posgrado de la Universidad de Nueva York, donde defendió su doctorado en 1983. Mientras estuvo allí, trabajó como asistente de investigación para Wassily Leontief.
Se desempeña como profesor en la Universidad de Temple en Filadelfia. Ha realizado contribuciones al álgebra lineal numérica y aplicada, así como a la teoría de matrices.

## Premios y reconocimientos
Fue nombrado miembro de SIAM y miembro de la Sociedad Estadounidense de Matemáticas en 2017. En 2020, fue elegido presidente de la Sociedad Internacional de Álgebra Lineal. Fue editor en jefe de Electronic Transactions on Numerical Analysis de 2005 a 2013 y SIAM Journal on Matrix Analysis and Applications de 2015 a 2020 y forma parte de los consejos editoriales de varias revistas, incluida Electronic Journal. de Álgebra Lineal (ELA), las Transacciones Electrónicas sobre Análisis Numérico (ETNA), Álgebra Lineal y sus Aplicaciones, Matemáticas de la Computación, Álgebra Lineal Numérica con Aplicaciones, y Revista de Análisis Numérico y Teoría de Aproximaciones. En 2022 se celebró una conferencia en honor a su 65 cumpleaños.

## Obra seleccionada

### Libros y actas editadas
- Klapper, Isaac; Szyld, Daniel B.; Zhao, Kai (2021). Metabolic Networks, Elementary Flux Modes, and Polyhedral Cones. Philadelphia: Other Titles in Applied Mathematics series, vol. 171, SIAM. ISBN 978-1-61197-652-6. doi:10.1137/1.9781611976533.
- Brenner, Susanne C.; Shparlinski, Igor; Shu, Chi-Wang; Szyld, Daniel B. (2020). 75 Years of Mathematics of Computation. Contemporary Mathematics 754. Providence, R.I.: Contemporary Mathematics series vol. 754, American Mathematical Society. ISBN 9781470451639. doi:10.1090/conm/754.

### Artículos
- Leontief, Wassily; Duchin, Faye; Szyld, Daniel B. (1985). «New Approaches in Economic Analysis». Science 228 (4698): 419-422. Bibcode:1985Sci...228..419L. PMID 17746871. doi:10.1126/science.228.4698.419.
- Benzi, Michele; Szyld, Daniel B.; van Duin, Arno (1999). «Orderings for Incomplete Factorization Preconditioning of Nonsymmetric Problems». SIAM Journal on Scientific Computing 20 (5): 1652-1670. Bibcode:1999SJSC...20.1652B. doi:10.1137/S1064827597326845.
- Frommer, Andreas; Szyld, Daniel B. (2000). «On Asynchronous Iterations». Journal of Computational and Applied Mathematics 123 (1–2): 201-216. Bibcode:2000JCoAM.123..201F. doi:10.1016/S0377-0427(00)00409-X.
- Frommer, Andreas; Szyld, Daniel B. (2001). «An Algebraic Convergence Theory for Restricted Additive Schwarz Methods Using Weighted Max Norms». SIAM Journal on Numerical Analysis 39 (2): 463-479. doi:10.1137/S0036142900370824.
- Simoncini, Valeria; Szyld, Daniel B. (2003). «Theory of Inexact Krylov Subspace Methods and Applications to Scientific Computing». SIAM Journal on Scientific Computing 25 (2): 454-477. Bibcode:2003SJSC...25..454S. doi:10.1137/S1064827502406415.
- Simoncini, Valeria; Szyld, Daniel B. (2005). «On the Occurrence of Superlinear convergence of exact and inexact Krylov subspace methods». SIAM Review 47 (2): 247-272. Bibcode:2005SIAMR..47..247S. doi:10.1137/S0036144503424439.
- Simoncini, Valeria; Szyld, Daniel B. (2007). «Recent computational developments in Krylov Subspace Methods for linear systems». Numerical Linear Algebra with Applications 14: 1-59. doi:10.1002/nla.499.